# 蘇成額
蘇成額，正紅旗滿洲人，哈達瓜爾佳氏，清朝政治人物。
道光五年八月初三，由广东布政使升任廣西巡撫。道光十年十一月二十八（1831年1月11日），调任湖南巡抚。